# Поверхневі води

Рис. 2. Схема взаємозв’язку поверхневих і ґрунтових вод (ліворуч – на карті, праворуч – на розрізі): а – ґрунтові води живлять річку, б – річка живить водоносний горизонт, в – з лівого берега водоносний горизонт живить річку, а з правого берега річка живить водоносний горизонт, г – взаємозв’язок ґрунтових і поверхневих вод відсутній. Показано гідроізогіпси.

Поверхневі води (англ. surface water; нім. Tagwasser n, oberirdisches Wasser n, Oberflächenwasser n) — води суходолу, що постійно або тимчасово перебувають на земній поверхні у формі різних водних об'єктів у рідкому (водотоки, водойми) і твердому (льодовики, сніговий покрив) стані.
Згідно з Правилами охорони поверхневих вод від забруднення концентрація шкідливих речовин не повинна перевищувати 0,25 мг/л для водойм господарсько-питного значення і 0,75 мг/л для водойм рибогосподарського значення.

Поверхневі води